# Белогорлый южноазиатский козодой
Белогорлый южноазиатский козодой (лат. Eurostopodus mystacalis) — птица из семейства настоящих козодоев. Не образует подвидов.
Обитает в Восточной Австралии, на островах Новая Гвинея и Новая Каледония, Соломоновых островах. Населяет субтропические и тропические леса, травянистые и кустарниковые саванны, песчаные и скалистые побережья. В горах встречается до высоты 1650 м.